# Bataille de Dorystolon
Guerres byzantino-Rus'
Batailles
- Expédition des Rus' en Paphlagonie (830)
- Guerre entre Rus' et Byzantins (860)
- Guerre entre Rus' et Byzantins (907)
- Guerre entre Rus' et Byzantins (941)
- Guerre entre Rus' et Byzantins (968-971) (Arcadiopolis (970)
- Dorystolon (971))
- Guerre entre Rus' et Byzantins (1024)
- Guerre entre Rus' et Byzantins (1043)

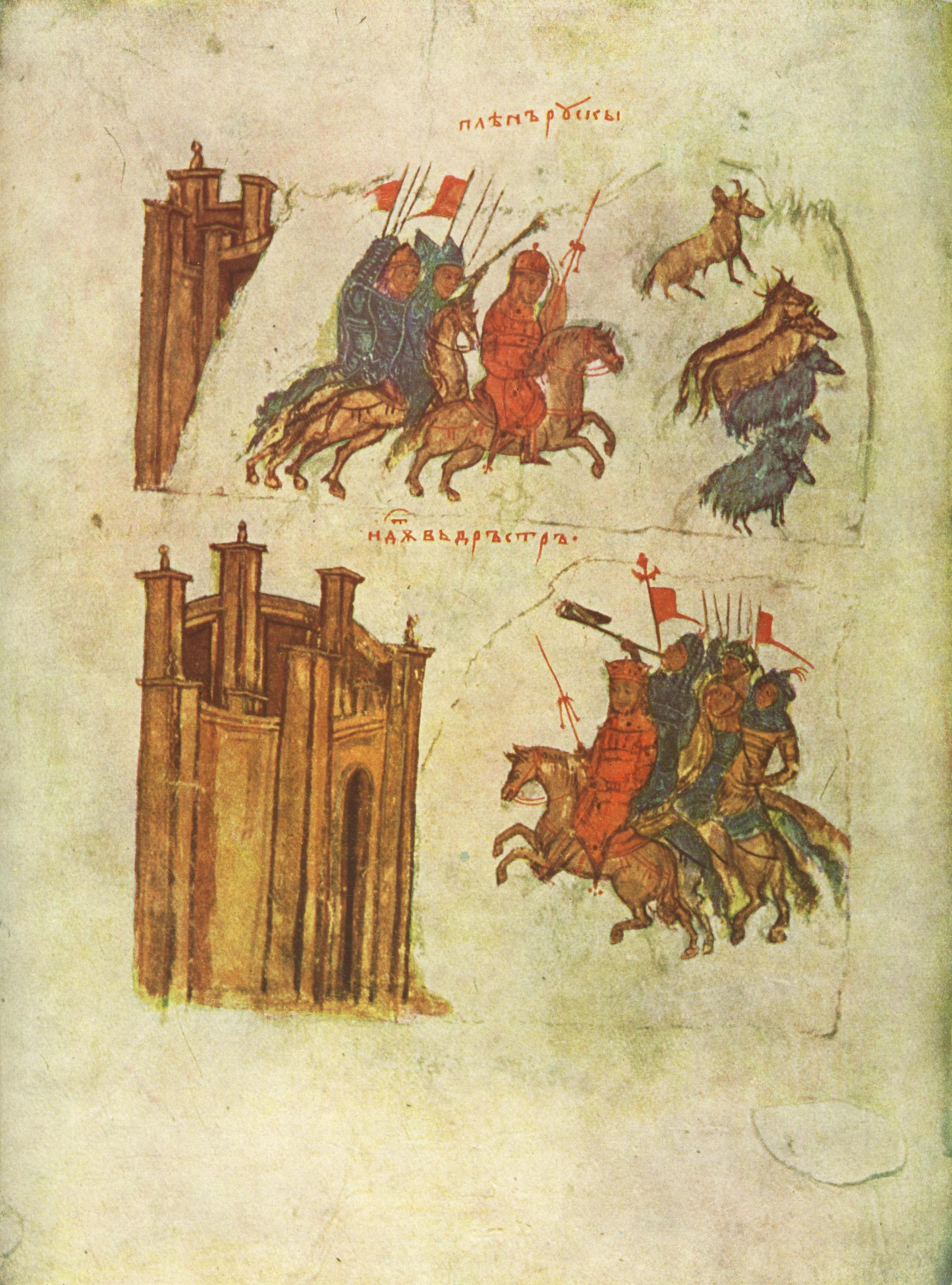
L'invasion des Ruthènes et le siège de Dorostolon dirigé par l'empereur Jean Tzimiskès, miniature des Chroniques de Constantin Manassès, XIVe siècle.

La bataille de Dorystolon est un épisode de la guerre qui oppose les Byzantins à la Ruthénie kiévienne (ou Rus' de Kiev) de 969 à 971. Elle se déroule en trois étapes : d'abord une bataille devant Dorystolon, puis le siège de Dorystolon même et une tentative de sortie des Ruthènes se terminant par la victoire décisive de l'empereur byzantin Jean Ier Tzimiskès sur le Rus' de Kiev et leurs alliés commandés par Sviatoslav Ier.
À la suite des défaites successives d'Arcadiopolis et de Preslav, les Ruthènes et leurs alliés (Bulgares pour la plupart) se postent à Dorystolon. Sviatoslav, qui sent les Bulgares prêts à le trahir, fait décapiter 300 boliades et repousse un dernier ultimatum de Jean Ier Tzimiskès.

## Contexte
La bataille de Dorystolon est l'épisode final de la guerre byzantino-rus'. Celle-ci commence quand Nicéphore II Phocas décide de rompre la paix avec le Premier Empire bulgare. Rapidement, il ne parvient pas à percer les défenses des Bulgares et, en 968, il se tourne vers la Rus' de Kiev, voisin septentrional des Bulgares, pour former une alliance. Sviatoslav Ier y répond positivement mais il décide de suivre ses propres intérêts et, au-delà d'attaquer les Bulgares, lance une véritable conquête. A l'été 969, il s'impose face à Boris II qui devient son vassal. Quand Nicéphore II meurt lors d'un complot mené par Jean Tzimiskès en décembre 969, Sviatoslav s'apprête à s'en prendre à l'Empire byzantin. 
En 970, le prince rus' lance une campagne vers Constantinople et Tzimiskès doit transférer des troupes d'Anatolie pour répondre à la menace. Il place l'armée sous le commandement de Bardas Sklèros qui remporte une grande victoire à l'occasion de la bataille d'Arcadiopolis en août. Sviatoslav doit se replier en Bulgarie mais Tzimiskès ne peut l'y poursuivre immédiatement car il doit d'abord réprimer une rébellion menée par Bardas Phocas le Jeune en Anatolie. C'est seulement au printemps 971 qu'il peut rassembler une grande armée et se diriger vers la Bulgarie, tandis qu'une flotte de trois cents navires vient croiser devant le delta du Danube. Il franchit aisément les montagnes, que les Rus' semblent ne pas avoir surveillé, peut-être parce qu'ils sont trop occupés à réprimer des révoltes bulgares. Tzimiskès décide de s'en prendre d'abord à la capitale bulgare, Preslav, dont il s'empare le 13 avril après avoir vaincu les troupes rus'. Il fait prisonnier Boris II qu'il envoie à Constantinople tandis que Sviatoslav se replie vers Dorystolon. Après avoir célébré son succès, Tzimiskès reprend sa marche en avant et accorde l'amnistie aux troupes bulgares qu'il croise sur le chemin, de façon à obtenir leur reddition.

## La bataille
Sviatoslav décide de mettre ses forces en phalange serrée, hérissée de lances, avec la cavalerie sur les ailes, et se prépare à se défendre avec acharnement. Jean Tzimiskès et son armée décident de l'attaquer le 23 avril 971, mais la résistance des Ruthènes est très rude, et il faut treize charges de la cavalerie impériale, dont la dernière fut dirigée par l'empereur lui-même, pour faire céder les Ruthènes. Peu après cette bataille, ces derniers s'enferment à Dorystolon.

## Le siège et la sortie des Ruthènes
Jean Ier Tzimiskès commence aussitôt le siège, avec le concours de la flotte qui arrive le 25 avril 971. Ce siège de trois mois fut entrecoupé de rudes combats pour les Byzantins, qui durent à plusieurs reprises repousser des tentatives de sortie des Ruthènes. Cependant, au cours du mois de juillet, Sviatoslav décide de mener une dernière bataille, lors de laquelle la plupart de ses soldats furent massacrés.

## Bilan
Sviatoslav décide finalement le 24 juillet de demander l'armistice en offrant de livrer Dorystolon et de se retirer dans son pays. Après une entrevue entre le basileus et le chef rus' sur le Danube, Sviatoslav signe un traité par lequel il s'engagea à ne plus pénétrer sur le territoire byzantin, à ne pas attaquer Cherson et à prêter son appui à l'Empire contre ses ennemis.